# 房寧
房 寧（ぼう ねい、1957年6月 - ）は、中華人民共和国の作家、教授、学者。現職は首都師範大学教授、中国社会科学院政治学研究所所長、中国政治学会副会長。

## 略歴
1957年6月、房寧は北京市の漢方医の旧家に生まれた。文化大革命の時、房寧は北京市郊外の上地村に農業労働に参加した。房寧は北京師範学院政教学部（現在の首都師範大学）に入学し、卒業後は学校に残って教職に就く。1987年、房寧は遠く米国に遊学に行った。1990年、房寧は北京師範学院の助教授に昇格し、1994年、房寧は教授に昇格した。2001年、中国社会科学院政治学所副所長に就任。

## 著作
- 『現代西方政治思想』
- 『現代資本主義発展引論』
- 『政治学分析教程』
- 『全球化陰影下的中国之路』
- 『鄧小平人權理論学習讀本』
- 『四个如何正確認識学習讀本』